# Bunopus tuberculatus
Bunopus tuberculatus es una especie de geckos de la familia Gekkonidae.

## Distribución
Esta especie se encuentra en Siria, Jordania, Arabia Saudita, Omán, Emiratos Árabes, Kuwait, Irak, Irán, Afganistán y en el Este de Pakistán.

## Descripción
Es un gecko insectívoro, terrestre y nocturno adaptado a la vida en medios áridos. Es fino y abalanzado, con una cola fina y casi también larga que el cuerpo. Las patas son finas y los dedos largos. El color es beige bajo el cuerpo y marrón-ocre sobre el resto, con pequeñas manchas más sombrías y más claras. Sobre la cola estas manchas se organizan en bandas transversales.